# Stylosomus flavus
Stylosomus flavus là một loài bọ cánh cứng trong họ Chrysomelidae. Loài này được Marseul miêu tả khoa học năm 1875.